# British Comedy Awards 1998
La XIX edizione dei British Comedy Awards si tenne nel 1998 e venne presentata da Jonathan Ross.

## Vincitori
- Miglior commedia televisiva esordiente - The Royle Family
- Miglior attore in una commedia televisiva - Steve Coogan
- Miglior attrice in una commedia televisiva - Emma Chambers
- Miglior debutto in una commedia televisiva - Dylan Moran
- Miglior serie di intrattenimento - Who Wants to Be a Millionaire?
- Miglior serie-commedia - Goodness Gracious Me
- Miglior sitcom - I'm Alan Partridge
- Miglior personalità della ITV - Michael Barrymore
- Miglior personalità della BBC1 - Harry Enfield
- Miglior personalità della BBC2/C4 - Steve Coogan
- Miglior commedia per ragazzi - Sooty & Co.
- Miglior serie drammatica - Dalziel and Pascoe
- Migliore esibisione in una commedia - Tommy Tiernan
- Migliore film commedia - Lock & Stock - Pazzi scatenati
- Miglior commedia radiofonica - Old Harry's Game
- People's Choise - One Foot In The Grave
- Premio WGGB per il miglior commediografo - Denis Norden e (postumo) Frank Muir
- Premio alla carriera - Dame Thora Hird